# Mei 2004
Dit artikel geeft een chronologisch overzicht van alle belangrijke gebeurtenissen per dag in de maand mei van het jaar 2004.

## Gebeurtenissen

### 1 mei

1 mei - Polen, Slovenië, Slowakije, Hongarije, Tsjechië, Estland, Letland, Litouwen, Malta en Cyprus worden lid van de EU

- Europese Unie - Om 0:00 uur is de Europese Unie uitgebreid van 15 tot 25 landen. Tien nieuwe landen werden tegelijk lid: Polen, Slovenië, Slowakije, Hongarije, Tsjechië, Estland, Letland, Litouwen, Malta en Cyprus. De bevolking van de EU stijgt in één klap met zo'n 75 miljoen personen tot 450 miljoen.
- Irak - Foto's van in de gevangenis Abu Ghraib door het Amerikaanse leger gemartelde gevangenen verschijnen in de media en zorgen voor opschudding.
- Saoedi-Arabië - Zeven mensen worden vermoord, waarvan twee Amerikanen, twee Britten, twee Australiërs en een Saudiër, in een aanslag in de Golfstad Yanbu.
- Nederland - Fusie van de Samen op Weg-kerken (Gereformeerde en Hervormde Kerken en de Evangelisch-Lutherse Kerk in Nederland) tot de Protestantse kerk in Nederland.
- Israël - Het Israëlische basketbalteam Maccabi Tel Aviv is voor de vierde keer Europees kampioen, nadat het Skipper Bologna met 118-74 versloeg voor 10 000 toeschouwers in Tel Aviv.

### 2 mei
- Irak - De Amerikaanse gijzelaar Thomas Hamill is aan zijn ontvoerders ontsnapt.
- Irak - Amerikaanse soldaten vinden een geïmproviseerde bom, die met mosterdgas gevuld blijkt te zijn. Het is onduidelijk of men deze direct wilde inzetten. Het is mogelijk dat deze was achtergelaten.
- Gazastrook - Palestijnen vermoorden een zwangere Israëlische vrouw en haar vier 11, 9, 7 en 2-jaar oude dochters. Eerst beschoten ze de auto waarbij de moeder omkwam. Toen kwamen de strijders dichterbij om de meisjes van korte afstand neer te schieten. De twee daders kwamen in het navolgende vuurgevecht om het leven. Drie Israëlische soldaten raakten daarbij gewond. De verantwoordelijkheid is opgeëist door Fatah, Hamas en de Islamitische Jihad.
- Israël - Ariel Sharon verliest het Likoed-referendum over zijn plan alle Israëlische nederzettingen in de Gazastrook te ontruimen. Slechts 40% van de stemmers stemde voor het plan. De opkomst was laag: slechts 40% van de Likoed-leden kwam opdagen.
- Westelijke Jordaanoever - Vier strijders van de militaire tak van Fatah, de al-Aksa Martelarenbrigades, werden in Nablus gedood. De Israëlische aanval volgde na de moord in de Gazastrook. In de Gazastrook worden alle 18 huizen van het gehucht van waaruit op de vrouw en kinderen geschoten werd, vernietigd.

### 3 mei
- Westelijke Jordaanoever - 30 Palestijnse journalisten demonstreren in Ramallah tegen het feit dat ze geregeld fysiek aangevallen worden.
- Turkije - 16 mensen worden opgepakt, ze zouden een aanslag voorbereid hebben voor de volgende NAVO-top in Istanboel
- Israël - Ariel Sharon wenst zijn afgewezen Gaza-plannen aan te passen, in overleg met de Likoed-fractie en coalitiepartners, om deze alsnog door te voeren. Zijn regering overleeft met gemak een motie van wantrouwen.
- Engeland - Ronnie O'Sullivan wint het WK snooker voor de tweede keer in zijn carrière. In de finale is hij met 18-8 te sterk voor Graeme Dott.

### 4 mei
- Nederland - In de gemeente Geldrop-Mierlo wordt een nieuwe dierentuin geopend: Dierenrijk Europa.
- Nederland - Het vervoerbedrijf MTI wordt failliet verklaard. Het stadsvervoer in Oss werd al op 27 april stilgelegd. Per 1 mei heeft MTI de concessie Zuidwest-Drenthe overgedragen aan BBA-Connex. Op 5 mei neemt Area het stadsvervoer in Oss over.

### 5 mei
- Nederland viert bevrijdingsdag.
- Griekenland - Exact 100 dagen voor het begin van de Olympische Spelen zijn bij een politiebureau in het centrum van Athene drie tijdbommen ontploft.
- Nederland - Op 80-jarige leeftijd is de schrijfster Thea Beckman overleden.
- Eerste uitvoering van L'Abbé Agathon van Arvo Pärt

### 6 mei
- Nederland herdenkt dat Pim Fortuyn twee jaar geleden vermoord werd.
- Washington D.C., VS - George Bush verklaart dat de militairen verantwoordelijk voor martelingen in de Abu Ghraib-gevangenis gestraft zullen worden. Nieuwe foto's lekken uit.

### 7 mei
- Europese Unie - Eurocommissaris Margot Wallström verklaart dat de gasboringen in de Waddenzee in strijd zijn met de Europese Vogel- en Habitatrichtlijn.
- Europese Unie - Eurocommissaris Frits Bolkestein verklaart niet terug te willen keren voor een nieuwe termijn als Eurocommissaris nadat de Europese Commissie op 31 oktober zal terugtreden. Door het kabinet zal een andere commissaris worden voorgedragen.
- Vietnam - In Điện Biên Phủ wordt herdacht dat in 1954 de Fransen er verslagen werden.
- Nederland - Het eerste geval van de aardappelziekte Phytophtora van dit jaar wordt gevonden in een onafgedekte afvalhoop in Ter Apel.
- Nederland - De gemeente Tynaarlo neemt het nieuwe gemeentehuis in Vries in gebruik.

### 8 mei
- Duitsland - De Duitse politie arresteert te Rotenburg (Nedersaksen) een 18-jarige scholier die ervan wordt verdacht het Sasser-computervirus te hebben vervaardigd en verspreid.
- Nederland - De Four Freedoms Award, toegekend aan Kofi Annan, secretaris-generaal van de Verenigde Naties, wordt te Middelburg uitgereikt aan de echtgenote van Annan.
- Thailand - In de zuidelijke provincie Narathiwat vinden 3 bomexplosies en enkele brandstichtingen plaats. Voor zover bekend zijn er geen doden gevallen. De aanvallen vallen samen met de laatste dag van een bezoek van minister-president Thaksin Shinawatra aan de zuidelijke provincies Yala, Pattani en Narathiwat. Hij bezocht de getroffen provincie.

### 9 mei
- Nederland - Acht behoudende gereformeerde kerken besluit te breken met de Protestantse Kerk in Nederland.
- Tsjechië - Bij het wereldkampioenschap ijshockey voor A-landen in Praag prolongeert Canada de wereldtitel door Zweden in de finale met 5-3 te verslaan.
- Nederland - De politie ontdekt in Puttershoek een enorme, illegale hennepkwekerij met ruim 130 000 planten.
- Tsjetsjenië - Bij een aanslag in een stadion in de hoofdstad Grozny komt de Tsjetsjeense president Kadirov om het leven. De Russische militaire bevelhebber van Tsjetsjenië, Valery Baranov, raakt zwaargewond.
- China - Zeventig mensen raken gewond bij een aanvaring tussen een olietanker en een passagiersschip op de rivier de Yangtze.
- Nederland - Door een 2-0-overwinning op NAC is Ajax landskampioen voetbal geworden.

### 10 mei
- Irak - De Nederlandse militair Dave Steensma komt om door een aanslag met handgranaten in de stad As Samawah, waar de Nederlanders hun basis hebben.

### 11 mei
- Verenigde Staten - Generaal Antonio Taguba van het Amerikaanse leger heeft getuigd over folteringen van Iraakse gevangenen voor informatiedoeleinden
- Gazastrook - Er zijn maandagnacht vijf Palestijnen omgekomen bij een inval van Israël in Gaza-Stad die bedoeld was om terroristische infrastructuren te ontmantelen. Ook zijn er zes Israëlische soldaten omgekomen door een bomaanslag die is opgeëist door Hamas.
- Op diverse plaatsen wordt de geboortedag van Salvador Dalí gevierd. Hij zou vandaag 100 jaar geworden zijn.

### 12 mei
- Nederland - Het Rotterdamse Erasmus MC maakt bekend dat het voor het eerst in Nederland een succesvolle levertransplantatie heeft uitgevoerd waarbij de donor nog leefde. Daarop maakt het Academisch Ziekenhuis Groningen (AZG) bekend dat zij eind april al een dergelijke ingreep hadden uitgevoerd die echter minder succesvol bleek te zijn. Een eenjarig jongetje had een deel van de lever van zijn vader gekregen maar moest uiteindelijk toch nog een lever van een overleden donor krijgen.
- Nederland - De omgeving van het stadhuis en hoofdpostkantoor van Leeuwarden is enige tijd ontruimd vanwege een bommelding en de bezorging van een verdacht pakketje.
- Irak - Door de islamitische internetpagina Muntada al-Ansar wordt een film verspreid waarop de onthoofding van de 26-jarige Amerikaanse burger Nick Berg wordt getoond door de Iraakse leider van Al Qaida.
- Nederland - Edward Lorenz ontvangt de Buys Ballotmedaille voor zijn werk aan de chaostheorie in de meteorologie.

### 13 mei
- Gazastrook - In opdracht van premier Sharon begint het Israëlische leger met het slopen van honderden woningen.
- Irak - Amerikaans minister van defensie Donald Rumsfeld bezoekt de gevangenis van Abu Ghraib waarvan deze week beeldmateriaal was gelekt met mishandelingen van Irakezen door Amerikaanse militairen.
- België - In de Kamer van volksvertegenwoordigers protesteert minister van Binnenlandse Zaken en lid van de VLD, Patrick Dewael, heftig tegen de "kliklijn" van het Vlaams Blok die hij beschouwt als nazi-praktijken.
- Aarlen - Tijdens het proces Dutroux dreigt het jurylid dat gewraakt werd door de advocaten van Lelièvre met zelfmoord.

### 14 mei
- Kopenhagen - De Deense kroonprins Frederik trouwt met de Australische Mary Donaldson. Ze leerden elkaar kennen op de Olympische Spelen in Sydney. Het huwelijk is onder meer gevierd met een rockconcert eerder deze week en een postzegel.
- Volgens Amnesty International levert de Europese Unie te veel wapens aan conflictgebieden en landen die de mensenrechten schenden.
- Athene - De bomaanslagen van tien dagen geleden in Athene zijn opgeëist door de extreemlinkse Griekse terreurbeweging "Revolutionaire Strijd"
- Ohio, VS - De op een na oudste mens van de wereld, Charlotte Benkner is overleden. Hierdoor is de Nederlandse Henny van Andel-Schipper nu de op een na oudste levende mens ter wereld, na Ramona Trinidad Iglesias-Jordan.
- India - Tijdens parlementsverkiezingen blijkt de Congrespartij 212 zetels te hebben gewonnen en de rechtse coalitie van de hindoe nationalistische BJP slechts 179. Andere partijen behaalden de resterende 133 zetels. De regerende Congres Partij zal een coalitie met linkse partijen aan moeten gaan om een meerderheid van 272 zetels te verkrijgen. Het is waarschijnlijk dat Sonia Gandhi de nieuwe premier wordt.

### 15 mei
- Irak - In een aanval op Amerikaanse soldaten wordt voor het eerst een massavernietigingswapen ingezet, waarin de grondstoffen van sarin zitten. Waarschijnlijk wisten degenen die het wapen gebruikten niet dat het om een chemisch wapen ging, waardoor het gelukkig bij een bijzonder kleine hoeveelheid van het zenuwgas bleef. Twee soldaten die werden blootgesteld zijn behandeld.
- Nederland - Bij een grote brand in het Catshuis, de ambtswoning van de Nederlandse minister-president in Den Haag, komt een medewerker van een schildersbedrijf om het leven. Minister-president Balkenende was niet aanwezig.
- Turkije - Op het 49ste Eurovisiesongfestival in Istanboel wint Ruslana Lyzhichko voor Oekraïne met het nummer Wild Dances.

### 16 mei
- Thailand - Om 19.00 uur lokale tijd ontploffen 3 bommen bij Boeddhistische tempels in de provincie Narathiwat.
- Palestijnse Autoriteit - Minister Ben Bot brengt een bezoek aan president Yasser Arafat om te praten over de routekaart naar vrede.
- Rotterdam - FC Zwolle degradeert uit de Eredivisie na verlies tegen Feyenoord.

### 17 mei
- Massachusetts, VS - In de Amerikaanse 'Bay State' worden de eerste grondwettelijke homohuwelijken in de Verenigde Staten voltrokken. Eerdere huwelijken, vanaf 1975, waren lokale initiatieven.
- Irak - De tijdelijke president van de Iraakse regeringsraad, Abdul Zahra Othman Mohammad (Ezzedine Saleem), komt bij een bomaanslag om het leven. In totaal komen tien Irakezen om.
- Nederland - Bij een aanslag in Amsterdam komt vastgoedhandelaar Willem Endstra om het leven. Een tweede man raakt zwaargewond.
- Javazee - Australische duikers vinden de wrakken van de Nederlandse kruisers Java en De Ruyter. Beide schepen werden tijdens de Slag in de Javazee in 1942 tot zinken gebracht.

### 18 mei
- EU - De Europese Commissie keurt een voorstel voor de invoering van softwarepatenten in de EU goed. Het voorstel moet nog geratificeerd worden door het Europees Parlement.
- Irak - Laboratoriumtesten bevestigen dat een projectiel dat gebruikt werd voor een bom tegen Amerikaanse soldaten, 3 à 4 liter van de chemische stof sarin bevatte. Het is het eerste massavernietigingwapen dat sinds het begin van de Golfoorlog werd gebruikt.
- Thailand - De Thaise mininster-president Thaksin Shinawatra kondigt aan dat onderhandelingen over een belang van 30 procent in de Engelse voetbalclub Liverpool F.C. ver gevorderd te zijn. Eind juni zal de eventuele overdracht plaatsvinden.
- Zwitserland - Tegen VN-Hoge Commissaris voor de Vluchtelingen, Ruud Lubbers, blijkt sinds april een aanklacht te lopen wegens seksuele intimidatie. Lubbers ontkent.
- Gazastrook - In de stad Rafah komen bij een Israëlische actie 20 Palestijnen om het leven, 50 raken gewond en drie huizen worden vernield.

### 19 mei
- Gazastrook - In de stad Rafah komen bij de voortgezette Israëlische actie nog 13 Palestijnen om het leven, waaronder 4 kinderen, en 63 raken gewond. Eerder op de dag werd een veel hoger aantal slachtoffers bekendgemaakt. De actie wordt internationaal bekritiseerd.
- Irak - De Amerikaanse soldaat, Jeremy C. Sivits, krijgt de maximale straf voor misbruik van gevangenen in de Abu Ghraib-gevangenis: een jaar gevangenisstraf, verlaging van rang en oneervol ontslag uit het Amerikaanse leger.
- EU - De Europese Commissie staat het kweken van genetisch gemodificeerde maïs Bt-11 van het Zwitserse bedrijf Syngenta toe. Hiermee wordt een moratorium van vijf jaar beëindigd.
- Nederland - Philips kondigt aan dat de vestiging in Stadskanaal wordt gesloten. Het was ooit (jaren zeventig) een bloeiende bedrijf met 3000 personeelsleden. Na vele reorganisaties verliezen nu ook de laatste 250 werknemers hun baan door verhuizing van de productie naar China (zie ook: Philips in Noord-Nederland).
- Zweden - Valencia wint de UEFA Cup. In de finale in Göteborg is de Spaanse voetbalclub met 2-0 te sterk voor Olympique Marseille.

### 20 mei
- Nepal - De Nederlander Wilco van Rooijen bereikte de top van de Mount Everest via de Noordkant. Hij deed dit zonder zuurstofvoorziening.
- Nederland - De hockeysters van Hockeyclub 's-Hertogenbosch winnen op Hemelvaartsdag de zevende landstitel op rij in de Nederlandse hoofdklasse door Amsterdam met 3-1 te verslaan in het tweede duel uit de finale van de play-offs.

### 21 mei
- Nederland - Het kabinet heeft besloten zes Apache-helikopters en honderd extra militairen naar Irak te sturen, waar ze worden toegevoegd aan het Nederlandse Chinook-helikopterdetachement.
- Nederland - Bij een treinbotsing bij station Amsterdam Centraal vallen twintig gewonden, van wie zeven zwaargewond.
- Zwitserland - Volgend op de eerdere klacht komen er nog vier nieuwe klachten over seksuele intimidatie door Ruud Lubbers. Daarmee is Lubbers' toekomst als Hoge Commissaris voor de vluchtelingen onder grote druk komen te staan.
- Nederland - De P.C. Hooft-prijs wordt uitgereikt aan Cees Nooteboom.

### 22 mei
- Spanje - Van 15 tot 23 mei schort Spanje het Schengen-verdrag op en herstelt het de grenscontroles uit vrees voor terrorisme, in verband met het huwelijk van de kroonprins Felipe met de Spaanse Letizia Ortiz Rocasolano.
- Tunesië - De Libische leider Moammar al-Qadhafi loopt weg bij de opening van de top van de Arabische Liga in Tunis.
- Japan - In Noord-Korea geboren kinderen van door Noord-Korea ontvoerde Japanners worden in Japan herenigd met hun ouders.
- Zwitserland - De Wereldgezondheidsorganisatie (WHO) begint een wereldwijde actie tegen overgewicht.
- Frankrijk - De Amerikaanse filmregisseur Michael Moore krijgt de Gouden Palm voor zijn film Fahrenheit 9/11.
- Nederland - Amsterdam prolongeert de landstitel in de Nederlandse hockeyhoofdklasse door HC Bloemendaal met 3-0 te verslaan in de tweede wedstrijd uit de finale van de play-offs.

### 23 mei
- Frankrijk - Op het vliegveld Roissy-Charles de Gaulle in Parijs stort een deel van vertrekhal 2E in, met vier doden en vier gewonden als gevolg.
- Duitsland - De Bondsvergadering kiest Horst Köhler tot bondspresident.
- Indonesië - Tijdens een bezoek aan de Molukken roept Megawati Soekarnoputri op de RMS met wortel en tak uit te roeien.
- Nederland / Duitsland - Een Eibergs meisje wordt ontvoerd onder bedreiging van een mes nabij Rekken. Anderhalf uur eerder ontsnappen twee meisjes aan een poging tot ontvoering in Ahaus.
- Verenigde Staten - Na 17 dagen gevangenschap zonder aanklacht, enig vorm van proces, borgtocht en onder zwijgplicht wordt de moslim-advocaat Brandon Mayfield vrijgelaten. De FBI geeft toe een fout gemaakt te hebben.

### 25 mei
- Nederland / Duitsland - Het Eibergs meisje dat een dag eerder ontvoerd werd, wordt door actie van Duitse politie bevrijd. De dader blijkt een terbeschikkinggestelde man te zijn die zich niet heeft gemeld na onbegeleid verlof.
- Duitsland - De Duitse regering neemt na een jarenlange strijd een nieuwe immigratiewet aan welke het onder meer mogelijk maakt om haatzaaiende imams en mogelijk 'gevaarlijke' buitenlanders het land uit te zetten. Hoog opgeleide migranten wordt het makkelijker gemaakt naar Duitsland te komen. De wet is het resultaat van een akkoord tussen de SPD van bondskanselier Schröder, de Groenen en de oppositiepartij CDU.

### 26 mei
- Nederland - Twee originele Nijntje-ontwerpen van Dick Bruna leveren bij veilinghuis Bubb Kuyper in Haarlem 50 000 euro op.
- Duitsland - FC Porto wint de Champions League. In de finale in Gelsenkirchen is de Portugese voetbalclub met 3-0 te sterk voor AS Monaco.
- Nederland - Goran M. en Ferdi Ö. worden schuldig bevonden aan het voorbereiden en uitvoeren van de moord op Maja Bradaric en aan het verbanden van haar lijk in 2003. Ze krijgen respectievelijk acht en elf jaar opgelegd.
- Verenigde Staten - Minister van Justitie John Ashcroft en FBI-chef Mueller verklaren dat de Amerikaanse autoriteiten op zoek zijn naar zeven al Qaida-verdachten die van plan zijn een aanslag in de Verenigde Staten te plegen.
- Thailand - Leden van de grootste oppositiepartij, de Democratische partij, verlaten woedend het parlement nadat ze slechts een korte spreektijd gegund wordt in de evaluatiedebatten over de prestaties van de regering. Naar aanleiding hiervan begint een strijd met banners op de websites van de Thai Rak Thai-partij en de Democratische partij.

### 27 mei
- Australië - De conservatieve regering wil de eerste stappen nemen om het homohuwelijk in dat land in de ban te doen. Ook wil men voorkomen dat homostellen kinderen uit het buitenland kunnen adopteren.
- Haïti/Dominicaanse Republiek - Bij overstromingen en landverschuivingen vallen bijna 2000 doden.

### 28 mei
- Nederland - In Zandvoort wordt de invalide Gijs van Dam jr. voor zijn huis doodgeschoten. De daders moeten gezocht worden in het criminele circuit. Van Dam was goed bevriend met de crimineel Cor van Hout.
- Thailand - In een referentie naar het motto van de voetbalclub Liverpool F.C. organiseren academici, leden van de oppositie en studenten een handtekeningen- en emailactie onder de naam Let Thaksin walk alone om de raad van bestuur van de voetbalclub te bewegen het bod van minister-president Thaksin Shinawatra niet te accepteren. Vooral de loterij die Thaksin wil organiseren om de overname te bekostigen heeft veel kritiek geleverd.
- Laos - Laos heeft het publiek vertonen van de Thaise tv kanalen en Thaise films en series verboden. Dit om culturele dominantie door het grotere Thailand te voorkomen.

### 29 mei
- Saoedi-Arabië - Bij en aanval op wijken in de stad Khobar waar buitenlanders wonen vallen 16 doden, een aantal mensen wordt gegijzeld.
- Nederland - België wint een vriendschappelijke voetbalinterland tegen Nederland met 1-0.

### 30 mei
- Saoedi-Arabië - De gijzeling in Khobar wordt bloedig beëindigd door commando's van het Saoedische leger.
- Nederland - Pinksteren zorgt voor verkeersdrukte in het hele land.

### 31 mei
- Pakistan - Bij een bomexplosie in een moskee in Karachi vallen vijftien doden.
- Enschede - Tijdens de Fanny Blankers-Koen Games in Hengelo brengt Rens Blom het Nederlands Record polsstokhoogspringen op 5,77 meter. Tevens brengt 21-jarige Ethiopiër Kenenisa Bekele het wereldrecord op de 5000 meter op 12 minuten en 37,35 seconden. Het oude record stond sinds 13 juni 1998 met 12.39,36 op naam zijn landgenoot Haile Gebrselassie.
- Barcelona - Amsterdam eindigt als derde bij het Europa Cup I-toernooi. De hockeysters van Hockeyclub 's-Hertogenbosch daarentegen prolongeren de titel door in de finale Kolos Borispol uit Oekraïne met 8-2 te verslaan.

<< · januari · februari · maart · april · mei · juni · juli · augustus · september · oktober · november · december · >>